# Opa-locka
Opa-locka est une ville située dans l’État de Floride, dans le comté de Miami-Dade, aux États-Unis. Sa population s’élevait à 15 219 habitants lors du recensement de 2010, estimée à 15 887 habitants en 2019.

## Géographie
Opa-locka est située dans l'agglomération de Miami. Selon le Bureau du recensement des États-Unis, la superficie totale de la municipalité est estimée à 11,6 km2.

## Démographie
| 1930 | 1940 | 1950  | 1960  | 1970   | 1980   |
| ---- | ---- | ----- | ----- | ------ | ------ |
| 339  | 497  | 5 271 | 9 810 | 11 902 | 14 460 |

| 1990   | 2000   | 2010   | - | - | - |
| ------ | ------ | ------ | - | - | - |
| 15 283 | 14 951 | 15 219 | - | - | - |

## Personnalité liée à la ville
- Bessie Stringfield (1911-1993), motocycliste américaine ;
- Gil de Ferran (1967-2023), pilote automobile.